# ويل أنتوي
ويل أنتوي (بالإنجليزية: Will Antwi)‏ (19 أكتوبر 1982 في المملكة المتحدة - ) هو لاعب كرة قدم بريطاني في مركز الدفاع. شارك مع منتخب غانا لكرة القدم. أما مع النوادي، فقد لعب مع غريمسبي تاون وكريستال بالاس ونادي لوتون تاون ونادي ليونغسكايل وويكمب وندررز ونورثويتش فيكتوريا وStaines Town F.C. ‏ وإيه أف سي ويمبلدون ونادي ألدرشوت تاون وداغنهام وريدبريدج.

## وصلات خارجية
- ويل أنتوي على موقع قاعدة بيانات كرة القدم.إي يو (الإنجليزية)
- ويل أنتوي على موقع Soccerbase.com (لاعب) (الإنجليزية)